# Žumanka
Žumanka (lat. Neslia), monotipski bilji rod iz porodice krstašica (kupusnjača). Jedina vrsta je metličasta žumanka, jednogodišnja biljka raširena diljem Euroazije, a uvezena je i u Sjevernu Ameriku.
- N. paniculata
- N. paniculata
- N. paniculata
- Plodovi N. paniculata

## Podvrste
- Neslia paniculata subsp. paniculata
- Neslia paniculata subsp. thracica (Velen.) Bornm., ova podvrsta u hrvatskom jeziku poznata je kao zašiljena žumanka.

## Sinonimi
- Rapistrum Scop.
- Vogelia Medik.
- Alyssum paniculatum (L.) Willd.
- Bunias paniculata (L.) L'Hér. ex DC.
- Chamaelinum paniculatum (L.) Host
- Crambe paniculata (L.) All.
- Crucifera neslia E.H.L.Krause
- Myagrum paniculatum L.
- Nasturtium paniculatum (L.) Crantz
- Rapistrum paniculatum (L.) Gaertn.
- Vogelia paniculala (L.) Hornem.